# Acrocercops irradians
Acrocercops irradians là một loài bướm đêm thuộc họ Gracillariidae. Nó được tìm thấy ở Maharashtra, Ấn Độ, cũng như Đài Loan. Nó được miêu tả bởi Edward Meyrick năm 1931. Ấu trùng ăn Zingiber officinale.